# Juan de Giscala
Juan de Giscala (en hebreo: יוחנן מגוש חלב‎ Yojanán mi-Gush Halav o Yojanán ben Leví), el hijo de Leví (fecha de nacimiento desconocida; fecha de la muerte después del año 70), fue un cabecilla de la revuelta judía contra los romanos en la primera guerra judeo-romana, y desempeñó un papel en la  destrucción de Jerusalén en el año 70 d. C. 

## Biografía
Durante el estallido de la guerra judía con Roma, Juan había competido con Josefo (José ben Matityahu) por el control de Galilea y se había amasado una gran banda de seguidores de Gush Halav (llamada Giscala por los romanos) y Gabara, además del apoyo del Sanedrín en Jerusalén.
Como parte de la campaña romana para sofocar la revuelta en Judea, Tito marchó hacia Gush Halav (Giscala), la única ciudad de Galilea que aún no había sido conquistada por los romanos. Fuera de las murallas de la ciudad, llamó a los defensores a rendirse. Juan convenció a Tito de que no entrara en la ciudad ese día, ya que era Sabbat, "no tanto por respeto al séptimo día, sino por su propia conservación". Juan aprovechó la circunstancia para huir a Jerusalén esa noche, y "a Tito le disgustó mucho que no hubiera podido llevar a este Juan, que lo había engañado, al castigo".
Cuando Juan entró en Jerusalén, hubo un alboroto, y la gente pedía noticias.

Juan ... anduvo entre toda la gente, y los persuadió a ir a la guerra, por las esperanzas que les dio. Afirmó que los asuntos de los romanos estaban en una condición débil y ensalzó su propio poder. También bromeó sobre la ignorancia de los ineptos, ya que si aquellos romanos, aunque llevaran alas, nunca podrían volar sobre la muralla de Jerusalén, puesto que encontraban tantas dificultades para tomar las aldeas de Galilea, y habían roto sus máquinas de guerra contra sus muros. Estas arengas de Juan corrompieron a una gran parte de los jóvenes y los engatusaron para la guerra.

Poco después de su llegada a Jerusalén, entregó el control de la ciudad a los zelotes e intentó establecerse como gobernante de Jerusalén. Sin embargo, en abril del 69 su liderazgo fue desafiado por Simón bar Giora. Ambos fueron retados a su vez por una tercera facción, que encabezaba Eleazar ben Simón. Juan y los zelotes lucharon en la guerra civil contra estas dos facciones hasta que finalmente fue capturado por Tito durante el sitio de Jerusalén. Fue condenado a cadena perpetua, llevado a Roma y paseado encadenado por las calles.

## Juan de Giscala en las artes
Juan de Giscala fue el tema del drama italiano Giovanni di Giscala (1754) por Alfonso Varano. La obra inspiró la ópera italiana Giovanni di Giscala (1855) por Giovanni Gaetano Rossi y Alfonso Cavagnar.